# Би-Ба-Бо (Таллин)

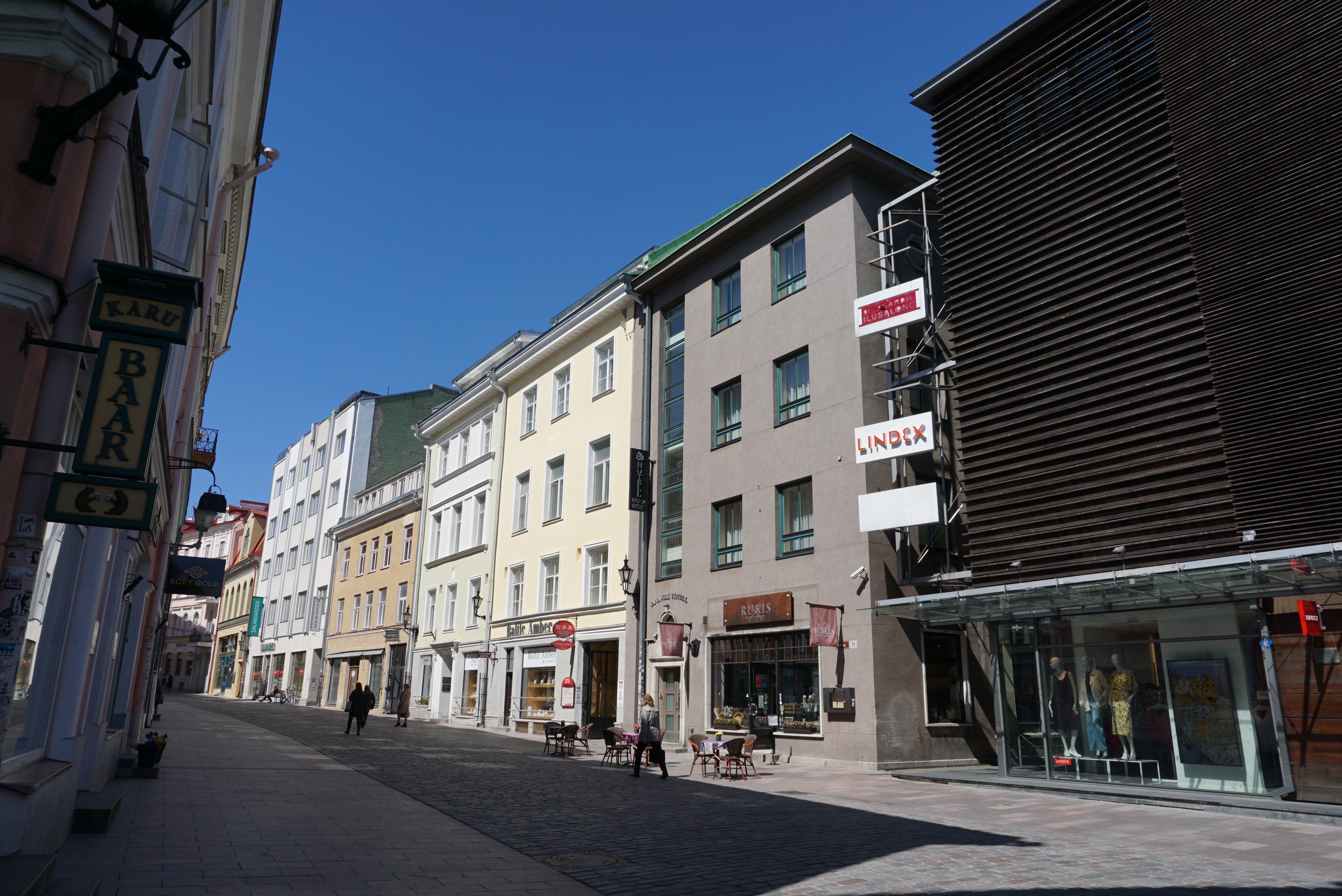
На переднем плане дом № 9 и 11 по улице Виру где до 1944 г. действовало кино Би-Ба-Бо в Таллине

Би-Ба-Бо (Bi-Ba-Bo) — кинотеатр по адресу улица Виру 9/11 в Таллине. Открылся в 1913 году под названием Сатурн (Saturn) в мало подходящих для кинотеатра помещениях старинного здания.
Кинотеатр неоднократно менял владельцев и названия: с 1919 г. — Калева (Kaleva), с 1924 г. — Фаун (Faun), с 1925г по 1931 и с 1933 по 1941 — Би-Ба-Бо. В 1932—1933 — Капитоль (Capitol).
По некоторым данным дом был построен за 500 лет до открытия кино и особенно не перестраивался со времен расцвета готической архитектуры.
Летом 1931 г. получено разрешение на реконструкцию кинотеатра, единственным требованием городской управы было разделение потоков зрителей. В 1932 г. полностью снесено старинное здание в готическом стиле с характерным щипцом по адресу Виру 11, этим был нанесен еще один непоправимый ущерб истории и внешнему виду Старого города. Чтобы как-то запечатлеть для потомков внешний вид уничтожаемого средневекового дома владелец участка заказал три картины позднее подаренные Художественному музею.
По проекту архитектора Е. Хаберманна к январю 1932 было построено новое здание. Вместо узкого появился широкий комфортный кинозал с вместительным балконом. Установлено новаторское рассеянное и приглушенное освещение зала, первое в Эстонии. Приобретена новейшая киноаппаратура для показа звуковых кинофильмов — эксперты удивляются необыкновенной чистоте звука. Восхищение оценщиков вызывает и образцовая вентиляция как зала, так и всего кинотеатра. Вместимость увеличилась до 500 зрителей, представительный вестибюль стал соответствовать количеству посетителей. Все интерьеры выполнены с опережением духа времени.
Критики отметили недостаточный уклон зала, затрудняющий просмотр зрителям последних рядов. Кино переименовали в Капитоль (Capitol).
Через год, в январе 1933 г. появляются первые новости о финансовых трудностях кампании. В феврале один из совладельцев полностью выкупает предприятие и кинотеатр опять называется Би-Ба-Бо.
В 1940 году кинотеатр был национализирован.
Во время немецкой оккупации (1941-1944 гг.) это было солдатское (Soldatenkino) кино. В результате бомбардировки Таллина во Второй мировой войне в 1944 году кинотеатр сгорел.